# Веном (комікс)
«Вено́м» (англ. «Venom») — поточна серія коміксів про одного з найвідоміших ворогів Людини-павука - Венома. Публікація серії тривала з 2003 по 2004 рік видавництвом Marvel, і складається з 18 випусків та 3 томів з ними. У липні 2017 серія Венома була відновлення до первісною нумерації, та продовжила випуск нової серії з старою нумерацією.
У вересні 2018 року стало відомо, що видавництво Northern Lights, стало офіційним ліцензатом Marvel, та почне випускати локалізовані томи у форматі TPB українською.
Перший том вийшов наприкінці вересня 2018, а його презентація відбулася на гучній події для поціновувачів ґік-культури Comic Con Ukraine.

## Сюжет
| - США - Venom Vol. 1: Shiver - Україна - Веном Том 1. Тремтіння | - Venom #1-5 | - США - 1 липня 2004 - Україна - 23 вересня 2019 | Том | 1 | - США - 120 - Україна - 124 |

### Том 1. Тремтіння
Веном — запеклий ворог Людини-павука та один з найсмертоносніших лиходіїв Marvel усіх часів — готовий до довгоочікуваного повернення.
Іншопланетний симбіот наділяє свого носія убивчою суперсилою, підпитуючись такими звичними людськими емоціями, як лють, жадоба та ненависть. Одного разу створіння знайшло ідеального носія — зухвалого журналіста Едді Брока, що був одержимий бажанням помститися Людині-павуку. Це стало початком переслідування супергероя безрозсудним та безжалісним ворогом, що тривало роками.
Проте зараз Веном повернувся і опинився неподалік Північного полярного кола. Він з легкістю стрибає між носіями, втікаючи від загадкових агентів, що мають власні плани на невловимого монстра.
До збірки увійшли випуски #1-5 серії «Веном», написані Даніелем Веєм («Росомаха») та проілюстровані Франсиско Еррерою («Пітер Паркер: Людина-павук»).